# Kynopolis (Oberägypten)
Kynopolis (auch Kynopolites) war der antike griechische Name einer altägyptischen Stadt. Der griechische Name der zeitweiligen Hauptstadt des 17. oberägyptischen Gaus κυνοπολἰτης lautete κυνῶν πολις – Stadt der Hunde, der ägyptische Name Hr-dj.
Nach Berichten des griechischen Autors Ptolemaios lag die Stadt auf einer Insel. Heute ist die genaue Lage der Stadt nicht bekannt, vermutet wird eine Lage in der Nähe von Scheich Fadl, wo ein Hundefriedhof gefunden wurde. In Texten aus der Zeit des Neuen Reiches wurde die Stadt häufig erwähnt. Sie war der Kultort des hundeköpfigen Gottes Anubis. Während eines Bürgerkrieges in der Regierungszeit von Ramses XI. wurde die Stadt zerstört. Bekannt ist der Ort zudem wegen einer gewaltsamen Auseinandersetzung mit dem benachbarten Ort Oxyrhynchos. Plutarch berichtet davon, dass in Kynopolis Nilhechte verspeist wurden, die den Oxyrhynchiern heilig waren. Daraufhin töteten diese die den Kynopoliern heiligen Hunde, woraus ein bewaffneter Konflikt entbrannte.